# Kachhla
Kachhla é uma cidade e uma nagar panchayat no distrito de Budaun, no estado indiano de Uttar Pradesh.

## Demografia
Segundo o censo de 2001, Kachhla tinha uma população de 7837 habitantes. Os indivíduos do sexo masculino constituem 56% da população e os do sexo feminino 44%. Kachhla tem uma taxa de literacia de 30%, inferior à média nacional de 59.5%: a literacia no sexo masculino é de 40% e no sexo feminino é de 18%. Em Kachhla, 21% da população está abaixo dos 6 anos de idade.